# إيهاب الغصين
إيهاب الغصين (1979 في الكويت -2024 في غزة) مهندس مدني وسياسي فلسطيني، كان متحدثًا رسميًا باسم وزارة الداخلية والأمن الوطني في غزة، ووكيلًا لوزارة العمل في غزة.

## حياته
شغل منصب المتحدث وزارة الداخلية والأمن الوطني في قطاع غزة لدى الحكومة الفلسطينية في قطاع غزة (حكومة إسماعيل هنية)، وعين في 2012 مدير مكتب العلاقات العامة والإعلام الإعلامي الحكومي ورئيس شبكة الرأي الفلسطينية للإعلام، وشغل منذ أكتوبر 2020–2024 منصب وكيل وزارة العمل.
تخرج الغصين من كلية الهندسة بالجامعة الإسلامية بغزة ويحمل شهادات بكالوريوس في الهندسة المدنية وفي الصحافة والاعلام، وأنهى دراسة الماجستير في إدارة الأعمال برسالة كان موضوعها أثر الإعلام الأمني.
كان الغصين مرشح حركة حماس في الانتخابات التشريعية الفلسطينية 2021 والتي أُلغيت.

## وفاته
في 7 يوليو 2024، تعرضت مدرسة العائلة المقدسة غرب مدينة غزة والتي تتبع البطريركية اللاتينية في فلسطين لضربة جوية إسرائيلية مما نتج عنها استشهاد عدة شهداء وجرحى. كانت المدرسة تؤوي نازحين فلسطينيين من مناطق عدة نتيجة الحرب الإسرائيلية على قطاع غزة. كان إيهاب الغصين أبرز ضحايا الغارة الجوية. قتلت إسرائيل عائلته بضربة جوية خلال الشهور الأولى من الحرب.